# 丹拉高速公路
丹拉高速公路是中華人民共和國交通部1992年制定的五纵七横国道主干线规划的一条，现已废除，包括现有以下高速公路区段：
- 丹阜高速公路，丹东-沈阳段，已通车；
- 京哈高速公路，沈阳-北京段，已通车；
- 京藏高速公路，北京-拉萨段，北京-格尔木段已通车，格尔木-那曲段规划，那曲-拉萨段已通车。